# Leptochilus nepalensis
Leptochilus nepalensis är en stensöteväxtart som beskrevs av Fraser-jenk. Leptochilus nepalensis ingår i släktet Leptochilus och familjen Polypodiaceae. Inga underarter finns listade.